# Orphnus fossatus
Orphnus fossatus är en skalbaggsart som beskrevs av Renaud Maurice Adrien Paulian 1951. Orphnus fossatus ingår i släktet Orphnus och familjen Orphnidae. Inga underarter finns listade i Catalogue of Life.